# Bugard
Bugard es una comuna francesa del departamento de Altos Pirineos, situado en la región de Occitania.

## Demografía
| 94 | 111 | 100 | 95 | 93 | 99 | 96 |
| Para los censos de 1962 a 1999 la población legal corresponde a la población sin duplicidades (Fuente: INSEE [Consultar]) |     |     |    |    |    |    |